# Irena Krzywicka
Irena Krzywicka, née Goldberg (née le 28 mai 1899 à Ienisseïsk (Russie) et morte le 12 juillet 1994 à Bures-sur-Yvette), est une féministe polonaise, écrivaine, journaliste et traductrice, promotrice de la maternité consciente, la contraception et l'éducation sexuelle.

## Biographie
Irena Krzywicka naît dans une famille juive assimilée de Pologne (faisant alors partie de la Russie). Ses parents sont déportés en Sibérie (où naît Irena) par les autorités russes à cause de leurs activités politiques liées à un mouvement juif socialiste. Son père Stanisław Goldberg (1872-1905) était médecin et sa mère, Felicia née Barbanel (1872-1956) était dentiste et professeur de polonais. En 1903, la famille retourne à Varsovie. Son père meurt deux ans après et Irena est élevée par sa mère dans l'esprit du rationalisme et de la tolérance.
En 1922, Irena Goldberg est diplômée à l'Université de Varsovie (littérature polonaise). Pendant ses études, elle publie son premier essai Kiść bzu (Bouquet de lilas). Bien qu’elle soit une athée convaincue, elle se convertit au luthéranisme pour marquer son indépendance envers le milieu juif et pour faciliter son éventuel futur divorce.
En 1923, elle épouse « par amitié » Jerzy Krzywicki, fils d'un sociologue et défenseur des droits des femmes Ludwik Krzywicki. Elle conclut avec son mari un « pacte de poly-fidélité » et peu de temps après son mariage, elle part en Corse avec son amant, Walter Hasenclever, poète et dramaturge allemand. Pourtant, Irena Krzywicka respecte et apprécie son mari et souhaite maintenir son mariage. Elle a deux fils, Piotr (1927-1943) et Andrzej (1937-2014). 
Irena Krzywicka écrit plusieurs romans, traduit des œuvres de H. G. Wells, Max Frisch et Friedrich Dürrenmatt, popularise en Pologne les œuvres de Marcel Proust. La collaboration avec son amant écrivain Tadeusz Boy-Żeleński marque un tournant dans sa carrière. Ensemble, ils militent pour l'éducation sexuelle et le contrôle des naissances. Irena Krzywicka n’hésite pas à écrire sur des questions sensibles comme l'avortement, la sexualité féminine et l'homosexualité. Elle s'oppose à la monogamie et prône la même liberté sexuelle pour les femmes que celle que les hommes avaient traditionnellement. Elle est connue pour sa défense de droits des prisonniers et également pour sa tolérance envers l'homosexualité, qu'elle appelle « un renversement de l'instinct sexuel », dans son essence tout à fait naturel. Elle demande la légalisation de l'avortement pour limiter les dangers des avortements clandestins.
En collaboration avec Boy-Żeleński, elle ouvre une clinique à Varsovie, qui fournit gratuitement des conseils sur le planning familial et elle fonde le périodique Vie consciente qui popularise l'éducation sexuelle en collaboration avec des écrivaines telles que Zofia Nałkowska, Maria Pawlikowska-Jasnorzewska et Wanda Meltzer.

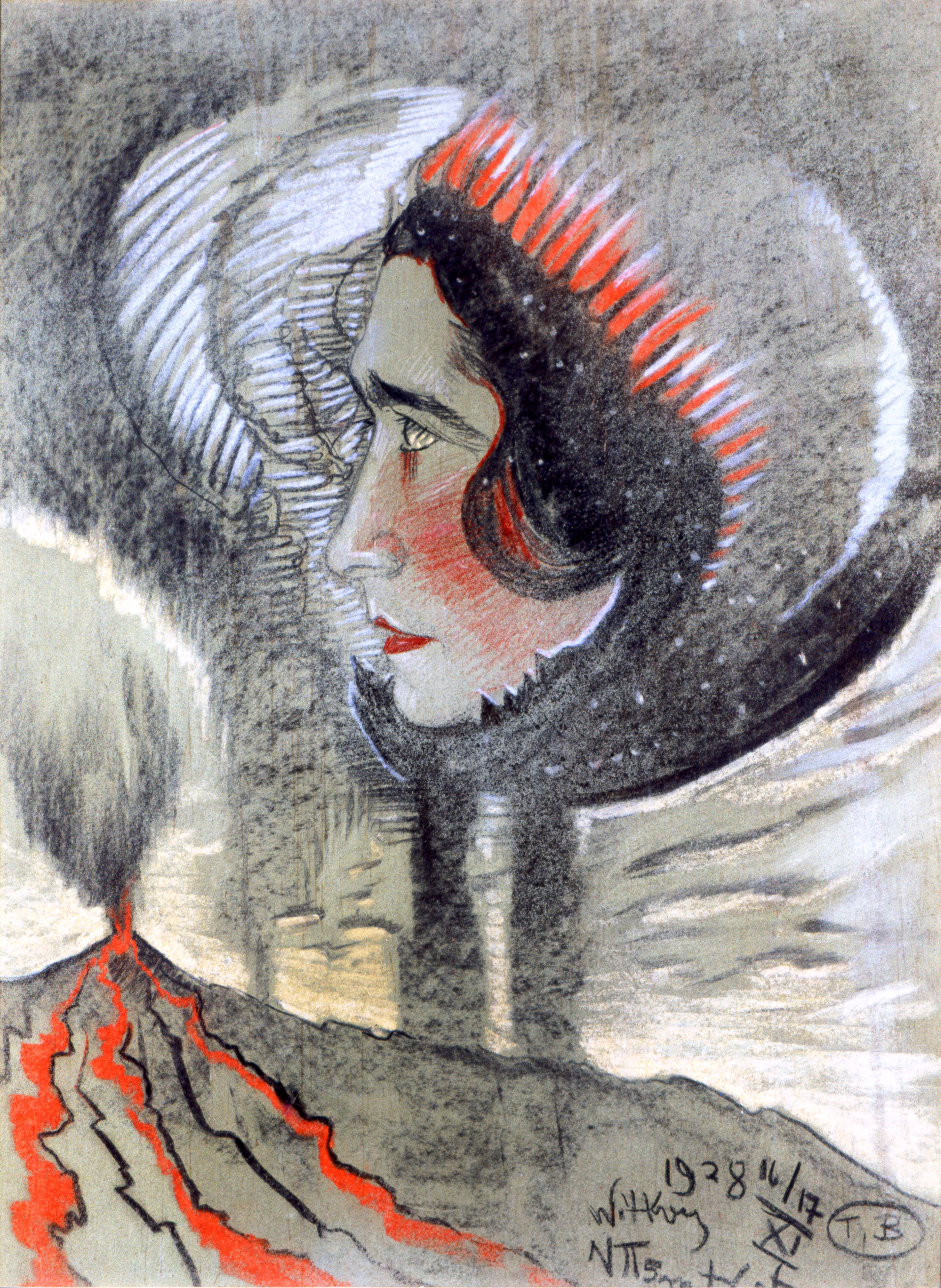
Portrait d'Irena Krzywicka par Witkacy

Devenue la féministe la plus connue de Pologne des années 1920 et 1930, elle est souvent attaquée verbalement par des conservateurs et nationalistes, qui l'accusent de « nuire à la nation ». Même des écrivains libéraux tels que Jan Lechoń, Maria Dąbrowska et Jarosław Iwaszkiewicz la critiquent à cause de la prédominance des questions sexuelles dans son œuvre.
Pendant la Seconde Guerre mondiale et l'occupation nazie, Irena Krzywicka vit dans la clandestinité sous un faux nom, Piotrowska, à cause de son origine juive et parce qu'en tant que féministe, elle figure sur la liste des personnes condamnées à mort par les nazis. Pendant ce temps, elle perd des êtres chers : son mari (assassiné par des Soviétiques probablement à Katyń), son amant Boy-Żeleński (tué par des nazis à Lvov) et son fils Piotr.
Après la guerre, elle travaille entre autres comme attachée culturelle à l'ambassade de Pologne à Paris (1945-1946). Après son retour en Pologne, elle est membre de l'Association des écrivains polonais et conseillère de la ville de Varsovie. Dans les années 1955-1962, elle tient un salon littéraire bien connu à Varsovie. 
En 1962, son fils Andrzej reçoit une bourse de la Fondation Ford et elle décide de partir avec lui à l’étranger, d'abord en Suisse, puis en France et ne revient jamais en Pologne. Elle habite à Paris, puis à Bures-sur-Yvette. En 1992, elle publie son dernier livre et le plus vendu, une autobiographie (rééditée cinq fois) Wyznania gorszycielki (Confessions d'une dépravatrice). Elle meurt à Bures-sur-Yvette en 1994, à l'âge de 95 ans. Elle est enterrée au cimetière luthérien à Varsovie.